# SN 2010hn
SN 2010hn – supernowa odkryta 7 sierpnia 2010 roku w galaktyce A214319-1503. W momencie odkrycia miała maksymalną jasność 17,50m.